# Puerto Gaitán

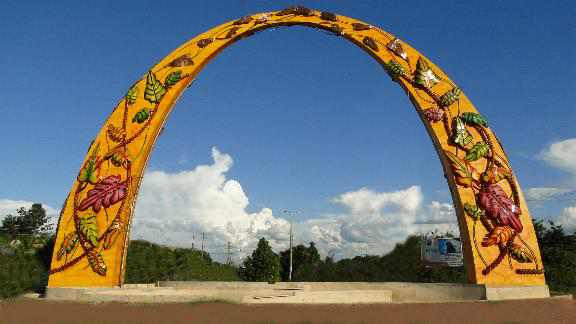
Arco em Puerto Gaitan

Puerto Gaitán é um município da Colômbia, localizado no departamento de Meta.